# こじし座37番星
こじし座37番星（こじしざ37ばんせい、37 LMi）は、こじし座の恒星で5等星。
パレルモ天文台長のジュゼッペ・ピアッツィが1814年に刊行したパレルモカタログの第2版の中で Praecipua と名付けられたことがある。しかしこの名前は、アメリカのアマチュア博物学者リチャード・ヒンクリー・アレンの著書「Star Names: Their Lore and Meaning」（1899年）の中でこじし座46番星の名前として誤って紹介された。アメリカの歴史家モートン・ワグマン (Morton Wagman) は、「ピアッツィは37番星を46番星よりも明るいと誤認していたため、誤って37番星に名称を付けた」としている。結局 Praecipua は、2017年6月30日に国際天文学連合の恒星の固有名に関するワーキンググループによって、こじし座で最も明るい46番星の固有名として正式に定められている。